# Jirón del Comercio
El jirón del Comercio es una calle del centro histórico de Cajamarca, en el Perú. Se extiende de noroeste a sureste a lo largo de 10 cuadras desde el Arco del Triunfo hasta el jirón Belén. Su trazo es continuado al noroeste por la avenida 13 de Julio.

## Recorrido
Se inicia sobre un puente que cruza el río San Lucas, donde se encuentran el Arco del Triunfo y la intersección con el jirón Ucayali.